# Cd (kommando)
 For alternative betydninger, se Cd (flertydig). (Se også artikler, som begynder med Cd)

cd, nogle gange også tilgængelig som chdir (change directory) er en kommandolinje kommando som ændrer det aktuelle arbejdskatalog i styresystemer såsom Unix, DOS, OS/2, AmigaOS, Windows og Linux. Kommandoen er også tilgængelig for brug i skalskripts og batchfiler.
chdir(2) er et systemkald som ændre det aktuelle arbejdskatalog, som defineret af POSIX. CHDIR() er også en Visual Basic funktion som ændrer arbejdskataloget.